# Pisinemo
Pisinemo ist ein Census-designated place im Pima County im US-Bundesstaat Arizona. Das U.S. Census Bureau hat bei der Volkszählung 2020 eine Einwohnerzahl von 359 ermittelt.
Pisinemo hat eine Fläche von 4,4 km². Die Bevölkerungsdichte liegt bei 83 Einwohnern je km².